# Adolf Rosner
Adolf Rosner (Adi, Edi, Eddi, Adolph Ignatievich Rosner) (ur. 26 maja 1910 w Berlinie, zm. 8 sierpnia 1976 tamże) – polski i rosyjski trębacz jazzowy oraz kompozytor pochodzenia żydowskiego. Jeden z twórców jazzu w Polsce; nazywany Białym Armstrongiem.
O historii życia Rosnera nakręcono film dokumentalny The Jazzman from the Gulag. Jest bohaterem artykułów wspomnieniowych

## Życiorys
Urodził się w Berlinie w rodzinie polskich Żydów, którzy wyemigrowali do Niemiec z Polski. Rodzice: Ignacy i Róża Rosnerowie. W 1916 roku rozpoczął naukę w szkole muzycznej Szterna w Berlinie, którą ukończył w 1920 roku. W 1928 zaczął występować w orkiestrze jazzowej M. Webera w Hamburgu a następnie w orkiestrze Weintraub Syncopators. Pod koniec lat 20. i na początku lat 30. był uważany za jednego z najlepszych trębaczy jazzowych w Europie. W 1933, po dojściu nazistów do władzy, wielu muzyków o żydowskich korzeniach wyjechało z Niemiec. Rosner poprosił o azyl w Belgii, czego mu odmówiono. W 1933 roku wyjechał do Polski, najpierw do Krakowa, a następnie do Warszawy. Jego występy w Polsce miały wielki wpływ na rozwój jazzu w kraju. Jego trzynastoosobowy zespół muzyczny odnosił tutaj olbrzymie sukcesy. Występował także m.in. w Monte Carlo, krajach Beneluksu, Skandynawii, Francji. Był właścicielem klubu „Chez Adi” w Łodzi. Jego idolem był Harry James. Korespondował z Genem Krupą. W 1934 podczas koncertu we Włoszech spotkał się z Luisem Armstrongiem. Wraz z przyszłą żoną Ruth Kamińską grywał w znanej i lubianej „Café Esplanada”. W drugim tygodniu bombardowań Warszawy w 1939 roku poprosił o rękę Ruth i został przyjęty. Jego teściowa Ida Kamińska była w czasie okupacji na liście reżyserów sztuk antyhitlerowskich, przeznaczona do likwidacji. Ida Kamińska tak wspominała te czasy:

Teatr i mieszkanie w Warszawie zbombardowano na początku września, gdy siedzieli w schronie. Nie zostało im nic poza pierścionkiem i dwoma futrami. W piwnicy razem z nimi siedział Biały Armstrong. Nazywał się Adolf Rosner, ale w tej sytuacji mówiono do niego Adi. Podpisywał się Eddie, potem – Edi. Sprzedawano widokówki, jak gra na dwóch trąbkach naraz; jako 19-latek zajął w Ameryce drugie miejsce w konkursie jazzowym, w którym Armstrong zajął pierwsze. Jego ojciec był szewcem z Oświęcimia. Adi przyjechał z Berlina na koncerty do Polski, a Ruth Kamińska śpiewała z jego zespołem w Café Esplanada. Przy pierwszych bombardowaniach życie uratował im fortepian, pod który razem wskoczyli. W drugim tygodniu bombardowań Adi poprosił w schronie o rękę Ruth. Ida dała córce w posagu pierścionek i dwie puszki sardynek znalezione w ruinach. Wyszli po trzech tygodniach. Spali jakiś czas u znajomych. Dozorczyni za to, że nie doniesie, iż w kamienicy są Żydzi, brała niewygórowaną opłatę. Pewnego wieczoru zjawiła się dziennikarka pani Słapak z ostrzeżeniem (za darmo), aby wyjechali natychmiast, bo Ida Kamińska jest na liście reżyserów sztuk antyhitlerowskich, przeznaczona do likwidacji.

Po klęsce wrześniowej uciekł do ZSRR. Orkiestrę, którą kierował Rosner popierał Pantelejmon Ponomarienko, pierwszy sekretarz partii Białorusi. Po koncercie w Mińsku Ponomarienko zaproponował, aby orkiestra Rosnera została orkiestrą jazzową Republiki Białoruskiej. W związku z tym Rosner dał koncert dla nielicznie zgromadzonej publiczności i... otrzymał pochlebną opinię Józefa Stalina. Zaczęto nazywać jego orkiestrę Zespołem Stalina. W czasie wojny dawał koncerty, jeżdżąc z zespołem własnym pociągiem. Rosner znakomicie zarabiał – miał m.in. eleganckie mieszkanie blisko Kremla. Po wojnie aresztowany jako kosmopolita, prowadził orkiestry w Magadanie. Ida Kamińska tak wspominała te czasy:

Adi stworzył orkiestrę jazzową, a pierwszy sekretarz Komunistycznej Partii Białorusi Pantelejmon Ponomarienko dał im w 1942 r. pociąg w prezencie. W roku 1943 zagrali w pustym teatrze w Soczi tylko dla Stalina, którego nawet nie widzieli ze sceny. Poinformowano ich, że występ się podobał. – A więc jesteśmy bezpieczni na co najmniej 25 lat – Adi powiadomił Ruth. Odtąd mówiono: Rosner – dyrektor prywatnej orkiestry Stalina. Jednak w 1946 r. w 'Prawdzie' ukazał się artykuł pt. 'Trywialność na estradzie'; dowodził, że Rosner uprawia triki i gra muzykę, która demoralizuje umysły. Pojawiło się hasło: 'Kto dziś gra jazz, jutro zdradzi ojczyznę!'. Gorki napisał rozprawę o jazzie jako muzyce duchowej nędzy, aż w końcu Stalin zabronił używać tego słowa. Postanowili, że jak najszybciej razem wrócą do Polski. Ida z Marianem Melmanem i synem odjechali kilka dni wcześniej niż dzieci [...] Adi i Ruth z Eriką wciąż nie przyjeżdżali. Dostała wiadomość: Adiego aresztowano za 'zdradę ojczyzny przez nielegalny wyjazd za granicę' (w ten sposób dowiedział się, że jego ojczyzną jest ZSRR) oraz za 'kosmopolityzm'. Zadzwoniła do szkolnej koleżanki – Doby Taubin z Moskwy – żeby sprawdziła, co naprawdę się stało. Doba oddzwoniła: – Twój zięć zachorował, Ruth we Lwowie codziennie nosi mu do szpitala jedzenie (co znaczyło, że Adi został aresztowany).
[...] Adiego torturowano przez siedem miesięcy, aby przyznał się, że jest szpiegiem. Potem zapadł wyrok – dziesięć lat w obozie pracy w Chabarowsku. Po czterech latach trafił na Kołymę. Ruth zesłano do miasta Kokczetaw w Kazachstanie, gdzie mogła mieszkać w wolno stojącym domu, ale codziennie musiała meldować się na milicji.

Rosner został zwolniony z gułagu w roku 1954, po śmierci Stalina. Prawie od razu utworzył 64-osobowy zespół w Moskwie. Na trzy lata przed śmiercią wrócił jednak do Berlina.
W latach 1930 Adolf Rosner napisał muzykę do rosyjskich słów Ajda pareń, parieniok. W latach 1950 piosenka Cicha woda (refren: Cicha woda, brzegi rwie...) wykonywana przez Zbigniewa Kurtycza na melodię skomponowaną przez Rosnera była jedną z najpopularniejszych w Polsce.
W 1988 jego nagrania rosyjskie zostały wydane w serii: Melodiya Soviet Anthology of Jazz. W 1992 roku zorganizowano w Moskwie koncert, opracowany na podstawie muzyki z 78 obrotowych płyt gramofonowych.
Miał córkę – Erykę.